# Episodi di Zoo (terza stagione)
La terza ed ultima stagione della serie televisiva Zoo è stata trasmessa in prima visione sulla CBS dal 30 giugno 2017 al 22 settembre 2017.
In Italia è stata in programmazione dal 1º maggio 2018 su Rai 4.
| nº | Titolo originale             | Titolo italiano           | Prima TV USA      | Prima TV Italia  |
| -- | ---------------------------- | ------------------------- | ----------------- | ---------------- |
| 1  | No Place Like Home           | Il nuovo ibrido           | 29 giugno 2017    | 1º febbraio 2018 |
| 2  | Diaspora                     | Diaspora blu              | 6 luglio 2017     | 1º febbraio 2018 |
| 3  | Ten Years Gone               | Momenti perduti           | 13 luglio 2017    | 2 febbraio 2018  |
| 4  | Welcome to the Terra Dome    | Il faro                   | 20 luglio 2017    | 2 febbraio 2018  |
| 5  | Drop It Like It’s Hot        | I Gentiluomini            | 27 luglio 2017    | 5 febbraio 2018  |
| 6  | Oz Is Oz                     | Oz è Oz                   | 3 agosto 2017     | 5 febbraio 2018  |
| 7  | Wham, Bam, Thank You Sam     | L'ibrido fantasma         | 10 agosto 2017    | 6 febbraio 2018  |
| 8  | Stakes on a Plane            | In viaggio verso l'ignoto | 17 agosto 2017    | 6 febbraio 2018  |
| 9  | The Black Forest             | L'anello mancante         | 24 agosto 2017    | 7 febbraio 2018  |
| 10 | Once Upon a Time in the Nest | C'era una volta nel nido  | 31 agosto 2017    | 7 febbraio 2018  |
| 11 | Cradles and Graves           | Una brava madre           | 7 settembre 2017  | 8 febbraio 2018  |
| 12 | West Side Story              | West Side Story           | 14 settembre 2017 | 8 febbraio 2018  |
| 13 | The Barrier                  | La barriera               | 21 settembre 2017 | 9 febbraio 2018  |

## Nuovi personaggi
- Clementine Lewis - Gracie Dzienny (13 episodi)
- Abigale Oz - Athena Karkanis (13 episodi)
- Thessa Williams - Hilary Jardine (1-2-3-6-12-13 episodi)
- Isaac Kenyatta - Jesse Muhoozi (1- 7-8-9 episodi)
- Sam Parker / Connor Oz - Delon de Metz (9-13 episodi)

## Episodio 1 - Il nuovo ibrido
Dieci anni dopo, il gruppo è diviso: Abraham e Dariela si trovano nella zona sicura e crescono il loro figlio Isaac. Abraham è diventato un medico specializzato in fertilità e sta cercando una cura contro la sterilità, analizzando il DNA degli ibridi – una sterilità causata dal padre di Jackson. 
Jackson, invece, si trova nella zona degli ibridi, sotto copertura: ha cambiato nome in Dylan, perché i cacciatori di pastori lo vogliono morto a causa delle azioni del padre e lo credono suo complice. Come Dylan, Jackson ha costruito una nuova vita da leader e, grazie al potere della mente, riesce a controllare gli animali, che usa per proteggere le persone dagli ibridi.
Dopo aver catturato un nuovo ibrido – un rinoceronte – Jackson invia il suo DNA ad Abraham tramite un drone, l’unico mezzo attraverso cui può restare in contatto con lui, poiché nessuno sa dove si trovi né può raggiungerlo.
Abigail piazza una bomba nei pressi del camion che trasportava il nuovo ibrido, per impedirne l’analisi.
Nel frattempo, Clementine fa visita ad Abraham e Dariela, raccontando di aver ritrovato suo padre, Mitch, ancora vivo: è tenuto in stasi all’interno di una teca di vetro in Siberia. Con Mitch ancora in vita, c’è la possibilità concreta di trovare una cura contro la sterilità. Tuttavia, vedendo che Abraham e Dariela hanno ormai formato una famiglia, decide di non coinvolgerli ulteriormente e si reca da Jamie, ormai proprietaria dell’aereo, per dirigersi dove si trova Mitch. A bordo, Jamie ha rapito un alto esponente dei pastori, costringendolo a rivelare chi tiene prigioniero Mitch.
Nel frattempo, l’ultimo DNA ibrido inviato da Jackson comincia a svilupparsi in un embrione.
Logan è diventato un detective e, durante un’indagine su un’esplosione al commissariato, scopre che la bomba utilizzata è identica a quella fatta esplodere nella zona dove vive Dylan (Jackson). Analizzando alcune foto della zona, riconosce Jackson e parte immediatamente in elicottero per raggiungere la zona rossa.

## Episodio 2 - Diaspora blu
Mitch viene risvegliato, ma inizialmente non riesce a parlare. Con il passare delle ore comincia gradualmente a riprendersi. Viene interrogato per capire cosa ricordi, ma purtroppo non ricorda nulla. Le persone che lo hanno risvegliato si rivelano essere pastori travestiti da militari, che cercano di ottenere da lui informazioni sulla diaspora blu. Per convincerlo, gli permettono di parlare con Clementine (ma in quel momento ce ne sono due: una è con Jamie, l’altra è con Mitch). Neanche Clementine riesce a sbloccare i suoi ricordi, rendendosi conto che Mitch ha davvero perso la memoria. A quel punto, lo avverte in segreto: non sono lì per salvarlo, non sono guardie, ma pastori. Quando i pastori capiscono che Mitch non parlerà – perché non sa nulla sulla diaspora blu – lo minacciano di uccidere Clementine per provocare una reazione nel suo cervello. Durante un conflitto a fuoco, Mitch e Clementine riescono a fuggire e si ricongiungono con l’altra Clementine (quella che era con Jamie). Ma nel caos, Mitch ferisce proprio lei, tentando di mostrarle una multa che lui aveva conservato dal giorno della sua nascita. Poco dopo arriva Jamie, che uccide la Clementine infiltrata tra i pastori, smascherandola.
Nel frattempo, Abraham e Dariela vengono attaccati da lupi ibridi: l’embrione ibrido – trasportato da loro – ha emesso una sorta di richiamo a chilometri di distanza. Abraham viene ferito, e gli ibridi, dopo aver recuperato l’embrione, si allontanano. La mattina seguente, la Reiden diffonde un video in cui annuncia di aver bisogno di bambini per creare una cura contro la sterilità. Mentre Abraham e Dariela stanno guardando il messaggio, dei militari portano via loro figlio di nascosto. Dariela, all’insaputa di Abraham, contatta un dottore e gli rivela che suo marito è vicino a trovare la cura definitiva contro la sterilità. Sull’aereo, Clementine riceve cure mediche per la ferita, ma appena rimane sola si tocca il ventre, cercando di percepire il battito del bambino. Intanto, Logan scopre un’informazione scioccante: Abigail è la sorella di Jackson.

## Episodio 3 - Momenti perduti
Abraham insegue il camion che trasporta i bambini, ma non riesce a salvare suo figlio: viene fermato dai militari proprio mentre il mezzo riparte sotto i suoi occhi. Tornato a casa, trova ad attenderlo John, l’uomo con cui Dariela lo aveva tradito anni prima, quando Abraham era partito per aiutare Jackson, subito dopo la pubblicazione del libro di Jamie. John rivela a Dariela di aver consegnato la cura alla Reiden, ed è per questo che i bambini sono stati rapiti. Nonostante tutto, promette di fare il possibile per ritrovare Isaac. In quel momento arriva Abraham, che lo aggredisce. Dariela cerca di calmarlo, spiegando che John è lì per aiutare loro figlio. 
Abraham contatta Jackson per ottenere nuovo DNA ibrido, ma scopre che l’ultimo esemplare è morto. Poco dopo, la Reiden fa irruzione in casa loro, proponendo uno scambio: se vogliono riavere Isaac, dovranno consegnare Clementine. John chiama Abraham e lo informa di aver ritrovato Isaac. Ma quando arrivano sul posto, si rendono conto che è avvenuto uno scambio di bambini: quello consegnato non è Isaac. Decidono comunque di riportare il bambino ai suoi veri genitori. Nel frattempo, Mitch – ormai stabilito sull’aereo – scopre una verità sconvolgente: dopo la sua presunta morte, la figlia era stata affidata al nonno, Max. Furioso per non essere stato coinvolto, Mitch inizia a farneticare. I medici decidono di operarlo al cervello e scoprono che ha un biodrive impiantato: se lo rimuovono, perderà tutti i ricordi; se lo lasciano, morirà entro tre mesi. Parallelamente, Mitch interroga Nealson, prigioniero sull’aereo per ordine di Jamie. Gli chiede cosa sia la diaspora blu, e Nealson gli rivela che si trattava di un progetto segreto per la creazione di nuovi ibridi. Alla fine, Mitch, Jamie e Clementine partono per il Messico, dove Mitch ha iniziato a ricordare di essere già stato in passato. Nel frattempo, Jackson e Logan si mettono alla ricerca di un nuovo ibrido per aiutare Abraham. Trovano un raro ibrido volante e scoprono che dietro alla creazione dei nuovi ibridi c’è Abigale. Jackson, sotto pressione, confessa a Thessa la verità sulla sua identità. Ma lei, sconvolta, lo respinge. Così, Jackson e Logan partono insieme per il Messico, seguendo le tracce di Abigale... ma si ritrovano in una trappola. Il gruppo si unisce per una parte, ma Jackson riceve una chiamata da Abigale e attiva un faro per gli ibridi che iniziano a circondare la casa scavando sottoterra.

## Episodio 4 - Il faro
Gli ibridi, grazie alle loro ali, riescono a scavare nel sottosuolo fino ad attivare un vulcano. Nel tentativo di fuggire dall’eruzione imminente, attaccano l’elicottero di Logan, lo abbattono e poi scappano con un furgone, investendo accidentalmente un altro ibrido durante la fuga. 
Abraham e Dariela, ancora indecisi sul da farsi, non si sono ancora uniti al resto del gruppo. Secondo Jackson, se Abigale riuscisse a piazzare i fari in varie zone del pianeta, nel giro di 90 giorni il mondo sarebbe popolato solo da ibridi.
Mitch chiede aiuto ad Abraham. Al loro arrivo vengono accolti da Jackson, il quale dice che Isaac è stato affidato a una zia. Il gruppo è ora finalmente riunito, anche se ci sono ancora delle tensioni interne. Poco dopo, individuano un nuovo faro: si trova a New York. Nel frattempo, Abigale si traveste da poliziotto ed entra indisturbata nella sede della Reiden.
Alla Reiden, il governo esige maggiore trasparenza riguardo all’utilizzo dei bambini e pretende che vengano mostrati ai loro genitori. Nel frattempo, Dariela si accorda segretamente con Liene per organizzare il rapimento di Clementine, nonostante Abraham sia contrario. Un gruppo di donne riesce a rapirla, ma quando non ricevono più notizie né da Liene né da Dariela, decidono di consegnare Clementine ai mercenari.
Jamie riceve un messaggio dai cacciatori riguardo l’identità del Falcom. Insieme a Logan e Mitch, si dirige per fermare Abigale. Durante l’inseguimento, Mitch si ritrova faccia a faccia con Abigale, che gli confessa di conoscerlo, ma si rifiuta di dirgli di più. Poi lancia il faro attivo giù per una scalinata: gli ibridi iniziano così ad arrivare in massa.
Logan spara ad Abigale, ma lei riesce comunque a fuggire. Mitch e Logan recuperano il faro e, per salvare New York, lo agganciano a un drone e lo fanno volare verso l’Atlantico, lontano dalla città.
La polizia ferma Logan per portarlo da Jemie che ha confessato di aver sparato a Liene perché era lei il falcom. 
Il drone per via del peso del faro perde quota e Jackson con la balestra attira a sé il drone e gli uccelli. 

## Episodio 5 - I gentiluomini
Jackson, Abraham e Dariela caricano il drone sull’aereo, ma gli ibridi, attratti dal faro, iniziano subito ad attaccare il velivolo. Mitch li contatta per avvertirli che Jamie è stata arrestata, mentre Dariela gli comunica che Clementine è a terra alla ricerca dei pezzi della moto. Mentre i tre sono impegnati con il drone, non si accorgono che la cella di Nealson si è aperta: lui riesce a fuggire e si nasconde all’interno di un’automobile.
Nel tentativo di sbarazzarsi del faro, il gruppo decide di caricarlo proprio su quella macchina e lanciarla nel vulcano… senza sapere che Nealson è ancora a bordo. Così, l’auto – con il faro e Nealson all’interno – viene distrutta nell’eruzione.
Successivamente, Abraham e Dariela confessano a Jackson tutta la verità su Isaac. Jackson li rassicura: faranno di tutto per salvare il bambino. Rimasta sola, Dariela contatta le rapitrici di Clementine, ma scopre con orrore che non intendono più restituirla. Avendo scoperto che Clementine è incinta, vogliono venderla al miglior offerente, in particolare ai cosiddetti Gentiluomini.
Intanto, Mitch si offre come avvocato difensore di Jamie e chiede al gruppo sull’aereo di portare Nealson a New York, poiché è l’unico che può scagionarla. Tuttavia, guardando le registrazioni video dell’aereo, Abraham si rende conto che Nealson è stato inconsapevolmente lanciato nel vulcano.
Mitch e Logan indagano sulla morte di Liene. Analizzando le immagini registrate da una microcamera nascosta nel suo occhio, scoprono che Liene collaborava in segreto con Abigale, ed è stata proprio quest’ultima a ucciderla. Inoltre, apprendono dell’esistenza di un nuovo farmaco sperimentale: il MLVX-B (Melvatox B), ma non sanno dove si trovi.
Sbarcati in Messico, precisamente nello Yucatán, Jackson, Dariela e Abraham cercano una strega che si dice abbia il potere di tenere lontani gli ibridi. Lì incontrano nuovamente Thessa. Quando arrivano nella zona indicata, Jackson e Thessa vengono avvicinati da una donna che chiede del signor Duncan. Jackson finge di essere lui e viene condotto in una roulotte (il contesto è poco chiaro), dove trovano un ibrido che, sorprendentemente, riconosce Jackson e pronuncia il suo nome. Tentano la fuga uscendo dal retro, ma la donna li scopre e cerca di ucciderli. Per distrarla, Jackson attira a sé un branco di leoni e riesce a fuggire portando con sé la roulotte e l’ibrido.
Nel frattempo, Dariela e Abraham ricevono una chiamata da Isaac, che li rassicura dicendo che sta bene e che ogni giorno prende una pastiglia rossa: si tratta del MLVX-B. Cercano allora di capire perché la Reiden fosse interessata a Clementine, scoprendo così che è davvero incinta.
Nel frattempo, Abigale, gravemente ferita, si rifugia in un bosco e richiama a sé gli ibridi, che la portano via.
Infine, Mitch, dopo aver liberato Jamie, viene avvisato da Dariela della situazione di Clementine e corre a salvarla, appena in tempo: la figlia stava per essere messa all’asta.

## Episodio 6 - Oz e Oz
Abigale, portata dai cinghiali ibridi nel suo accampamento, viene adagiata all’interno di una teca di vetro per essere curata. Durante il tempo nella teca, sogna un ricordo di Pangea, dieci anni prima, quando il gruppo vi arrivò per la prima volta con Robert Oz. In quel sogno, Abigale rivede il padre e gli mostra con orgoglio il nuovo ibrido che ha creato utilizzando il proprio sangue. Tuttavia, Robert si mostra più interessato a Jackson e al lancio del gas TX-14, abbandonando così Abigale per salvare proprio Jackson.
Rimasta sola a Pangea mentre gli altri fuggono, Abigale salva Mitch dall’attacco degli ibridi, lo adagia nella stessa teca e si risveglia nel presente, dove le viene comunicato che Jackson ha preso con sé l’ibrido da lei creato.
Nel frattempo, Mitch si introduce nell’edificio dove è tenuta Clementine e riesce a liberarla. Tornato sull’aereo, affronta furiosamente Dariela, accusandola di aver venduto la figlia in cambio della salvezza di Isaac.
Durante la fuga, Jackson porta con sé la roulotte contenente il nuovo ibrido. Una volta a bordo dell’aereo, il team preleva un campione di sangue dalla creatura.
Abraham, utilizzando vari liquidi spinali, riesce a creare un siero accelerante che, combinato con la gravidanza di Clementine, potrebbe essere la chiave per invertire la sterilità globale.
Nel frattempo, Dariela guarda un video sconvolgente e convoca subito gli altri: nel filmato si vede la polizia fare irruzione negli stabilimenti della Reiden, dove teoricamente avrebbero dovuto trovarsi i bambini… ma tutti gli edifici sono completamente vuoti.
Mitch, alla vista del nuovo ibrido, sviene.
Jamie e Logan scoprono che il farmaco MLVX-B è stato trafugato da Duncan, socio di Abigale. Trovano una foto che dovrebbe ritrarlo, ma il volto del signor Duncan è oscurato.
Jamie consegna il file della foto a Mitch, che nel frattempo è costretto a letto. Quando riesce a schiarire l’immagine, Mitch resta sconvolto: si rende conto che l’uomo nella foto… è lui stesso. È lui il signor Duncan

## Episodio 7 - L'ibrido fantasma
Tutti i bambini sono sotto il controllo di Abigale, che li sottopone a test dopo aver somministrato loro il MLVX-B, nel tentativo di individuare la frequenza 0, ovvero la comunicazione bidirezionale tra gli ibridi e i fari, per mettere gli esseri umani al servizio degli ibridi. Una volta ottenute le informazioni desiderate, Abigale si libera dei bambini, che vengono successivamente salvati dal gruppo. Nel frattempo, Abigale sale a bordo dell’aereo dove si trova ancora Clementine: tra le due scoppia una colluttazione, al termine della quale Abigale riesce a riprendere il controllo del suo ibrido, Abendicus. 
Jackson porta sull’aereo una teca di vetro destinata a rigenerare le ferite.
L’agente Garison si incontra con Logan, che gli riferisce della morte di quattro uomini in Germania, nei cui corpi sono state rilevate tracce di ibridi. Garison decide quindi di unirsi all’IADG per indagare sull’accaduto.
Prima di partire, Logan consegna una chiave USB contenente prove dell’esistenza di un ibrido fantasma in Perù. Il gruppo si dirige quindi in Perù, dove un lupo scompare nel nulla. Mitch viene colpito da una freccia sedativa lanciata da Max e, al risveglio, quest’ultimo gli rivela di essere alla ricerca di un serpente lungo 20 metri capace di mimetizzarsi. Dopo essersi addentrati nella sua tana, Jemie viene attaccata e inghiottita dal serpente, ma riesce a ucciderlo dall’interno, rendendolo visibile. Max, tuttavia, si impossessa di un uovo.
Sull’aereo, Clem, Abraham e Jackson cercano di far funzionare la teca e, con l’aiuto di Clem, riescono ad avviarla. Abraham chiede a Clem come stia e le preleva del sangue, notando che soffre di reticolatosi fetale, una malattia del sangue: il sangue di Clem uccide le cellule del bambino, e perciò serve il sangue del padre, Sam Parker, ma Clem non sa dove si trovi. Nel frattempo Clem viene messa nella teca di vetro.
Abraham e Dariela sono preoccupati per quello che hanno fatto al figlio, anche se non ci sono più tracce del MLVX-B. Dariela vuole tornare a casa e, insieme al figlio, fa ritorno.
Max osserva un esperimento che Jemie sta studiando e le chiede su cosa stia lavorando Mitch. In realtà, però, quello che lei stava guardando non era un lavoro di Mitch, ma di Duncan, che riconosce la firma di Mitch nello stile degli studi. Quando Jemie cerca di affrontarlo, lui la fa svenire.

## Episodio 8 - In viaggio verso l'ignoto
Jackson si reca a Pittsburgh alla ricerca di Sam Parker, ma l’uomo che trova non corrisponde a quello descritto da Clem. Proprio in quel momento arriva Abigale, che uccide il falso Sam Parker e rapisce Jackson, portandolo a Copenaghen (Danimarca). Qui cerca di evocare la sua onda di rabbia per controllare i fari, ma scopre che Jackson possiede invece la capacità di controllare gli animali. A sua volta, Jackson apprende che la sorella è in grado di controllare gli ibridi.
Mitch racconta al padre ciò che gli è accaduto negli ultimi 10 anni: non è sempre stato rinchiuso nella teca, ma veniva periodicamente risvegliato da qualcuno che lo costringeva a compiere azioni contro la sua volontà. Il padre cerca allora di rimuovergli il biodrive, somministrandogli impulsi elettrici al cervello. Tuttavia, l’aereo su cui si trovano viene attaccato da un ibrido inviato da Abigale, e Mitch, non avendo ricevuto il terzo impulso, si trasforma in Duncan. Durante uno scontro con Jemie, Duncan viene scaraventato fuori dall’aereo.
Intanto, Logan inizia a lavorare presso l’IADG, dove scopre la presenza di nidi contenenti uova di ibridi: se disturbate, rilasciano spore letali per l’uomo, se inalate.
Per scatenare la rabbia di Jackson, Abigale gli rivela la morte della moglie e del figlio. Riuscendo nel suo intento, riesce infine ad attivare i fari e a prendere il controllo sugli ibridi.

## Episodio 9 - L'anello mancante
Jemie riesce a riprendere il controllo dell’aereo: ora Clementine, i liquidi spinali e tutto l’equipaggio sono al sicuro. Tuttavia, Dariela decide di sbarcare immediatamente con il figlio. Abraham saluta il bambino, promettendogli che, non appena avrà trovato la cura, tornerà a casa. 
A bordo dell’aereo restano solo Jemie e Abraham, pronti a continuare la lotta. Jemie contatta Logan per rintracciare un Cacciatore, un ex detenuto arrabbiato con Abigale. In cambio del suo aiuto, il Cacciatore chiede di avere carta bianca su Abigale. Accettato l’accordo, grazie al suo supporto scoprono che Jackson è ancora nelle mani di Abigale.
Duncan, dopo essere stato espulso dall’aereo, si salva con un paracadute e contatta Abigale, avvisandola di problemi legati al biodrive. Una volta raggiunta, le riferisce tutto: i liquidi spinali, Clementine e la necessità di una trasfusione per salvare il bambino. Sapendo chi è il padre, Abigale lo convince a raggiungerla e gli racconta la sua versione dei fatti: che Cleme è prigioniera di un gruppo intenzionato a ucciderla e sterminare l’umanità, lasciando che il mondo appartenga solo agli ibridi. Dice che quel gruppo non cerca davvero una cura. Manipolato, l’uomo si fida e accetta un’iniezione di una soluzione che in realtà danneggerà il bambino.
Intanto Jackson, vedendo Duncan, capisce che tutti sono vivi. Ma sopraggiunge Abigale. Jackson le chiede cosa abbia raccontato a Sam per metterlo contro di lui. Lei sostiene che anche lui era a Pangea quando l’isola fu distrutta. Jackson le rivela invece che erano stati chiusi là dentro insieme agli ibridi, creature create dal loro stesso padre, che li aveva considerati un errore e li aveva abbandonati. Abigale, però, nega tutto e afferma di averli perfezionati, sostenendo che il padre voleva un mondo dominato solo dagli ibridi. Jackson scopre così che Abigale ha una parte di DNA in comune con gli ibridi: è, a tutti gli effetti, un ibrido.
Alla barriera, riescono a distruggere un nido di ibridi, ma subiscono 22 perdite a causa delle spore. Max scopre come neutralizzare un agente patogeno generato dall’ibrido che aveva attaccato l’aereo e lo consegna a Logan. Giunti a un nuovo nido, si trovano di fronte a una struttura molto più grande del previsto.
Arrivati in Danimarca, trovano Sam legato e, ignari del fatto che stia collaborando con Abigale, lo liberano. Abraham lo accompagna da Cleme per la trasfusione. Nel frattempo, Jackson riesce a liberarsi e prende il telecomando per controllare Mitch. Quando arriva Abigale, Jackson la aggredisce, ma non riesce a prelevarle il liquido spinale per via dell’intervento di Duncan, che la salva. Intanto, Sam è già sull’aereo: la trasfusione inizia, ma appena il sangue entra in circolo nel bambino, Clementine ha una crisi convulsiva. Jemie riesce ad atterrare Duncan, e Jackson le consegna il telecomando.
Malachi, il Cacciatore liberato da Jemie, si mette sulle tracce di Abigale con l’intento di ucciderla per i suoi crimini. Lavora in segreto per Robert Oz, che voleva sviluppare un solo tipo di ibrido, non un’intera razza dominante. Quando punta la pistola contro Abigale, è Jackson a intervenire e salvarla. Nella colluttazione con la sorella, Jackson riesce a farla svenire e le preleva finalmente il liquido spinale.
Infine, Jemie rivela di aver fatto tornare Mitch, ma in realtà è ancora Duncan, perché lei ha bisogno di lui per compiere qualcosa che Mitch non accetterebbe mai di fare.

## Episodio 10 - C'era una volta nel nido
A Seul, Logan e altri agenti della polizia iniziano a cospargere le uova di ibridi con l’agente patogeno recentemente sviluppato. L’operazione ha successo, e riescono anche a piazzare delle bombe strategiche per la distruzione dei nidi. 
Intanto, a Copenaghen, Jackson porta Abigale sull’aereo con l’intento di salvarla. Tuttavia, Jemie è contraria e ordina a Duncan di ucciderla durante l’intervento chirurgico.
Abraham vuole somministrare a Cleme il fattore di crescita degli ibridi, ma Sam gli punta contro una pistola per impedirlo. All’arrivo di Jackson, Abraham riesce ad avere la meglio: stabilizza Cleme (riattivandone i parametri vitali) e Sam viene rinchiuso in una gabbia di contenimento.
Il capo della IADG contatta Dariela, proponendole di unirsi alla squadra per l’intervento a terra. Dopo aver ottenuto il consenso del marito, Dariela accetta e viene inviata alla barriera come parte della nuova missione.
Per salvare Abigale, Abraham decide di iniettarle sia il liquido spinale prelevato in precedenza, sia quello proveniente dagli ibridi. Tuttavia, durante l’operazione il suo cuore si arresta, e si attiva un chip impiantato nel collo, che provoca l’accensione simultanea di tutti i fari sparsi sulla superficie terrestre. In quel momento, Jackson e Logan si trovano nel nido per recuperare altri campioni di liquido spinale utilizzati per salvare Abigale.
Nel frattempo, Max scopre che Mitch è in realtà ancora Duncan, e usa il telecomando per ripristinare la personalità di Mitch.
Durante la decodifica del chip estratto dal collo di Abigale, lei si risveglia improvvisamente e spara ad Abraham. Subito dopo, apre il fuoco anche su Mitch, Max, Jemie e infine su Jackson.

## Episodio 11 - Una buona madre
Il team è intrappolato su un aereo a Seul, circondato da spore tossiche provenienti da un enorme nido di ibridi nelle vicinanze. Clementine, ormai prossima al parto, raggiunge il gruppo e somministra un fluido rigenerante che permette loro di riprendersi dalle ferite. L’aereo è stato pressurizzato e sigillato per proteggerli, ma l’autonomia energetica è limitata e la tenuta dell’ambiente rischia di cedere.
Mentre Clementine entra in travaglio, la tensione cresce ulteriormente. Jackson e Dariela, in collegamento con l’IADG, scoprono che altri nidi di ibridi si stanno attivando in Asia e che il tempo per intervenire è limitato. Decidono così di lanciare un attacco mirato per disattivare i fari (beacons) che controllano gli ibridi. L’operazione ha successo, ma l’esplosione provoca la distruzione totale di Tokyo.
Nel frattempo Max, rischiando la vita, si espone alle spore per sostituire un filtro fondamentale che permette di ripristinare l’energia dell’aereo, salvando così tutti i presenti. Clementine riesce a partorire e dà alla luce un bambino sano. Nonostante un rischio di complicazioni, sia lei che il neonato si stabilizzano. Poco dopo, Max muore serenamente dopo aver avuto l’occasione di tenere tra le braccia il suo bis-nipote.
Infine, il rapporto tra Mitch e Jamie si ricuce, con Mitch che ammette di aver superato il rancore per quanto accaduto in passato. L’episodio si conclude con il gruppo ancora vivo, unito e pronto ad affrontare la minaccia persistente degli ibridi.

## Episodio 12 - West Side Story
L’episodio si apre con un incidente catastrofico: l'aereo del team precipita nella "zona ibrida" a causa di un attacco di Abigail che usa un lanciarazzi EMP. Nel caos, Dariela e Tessa organizzano una missione di salvataggio sul terreno, mentre Logan guida le operazioni da remoto, monitorando l’attivazione crescente dei fari che rischiano di far scattare l’invasione degli ibridi.
All’interno del velivolo caduto, Jackson, Abraham, Mitch, Jamie, Clementine e Sam si ritrovano feriti e isolati. Clementine affronta il travaglio in condizioni difficili, Mitch cerca di confortarla nonostante il suo stato d’animo fragile, mentre Jackson e Abraham lavorano per mantenere attivo il “dead man’s switch” e garantire la trasmissione cruciale al quartier generale dell’IADG.
Dariela e Tessa emergono come figure chiave della squadra: dopo essere scomparsi dai radar, guidano un manipolo di unità tattiche che riescono a raggiungere l’aereo. Purtroppo vengono travolte dagli ibridi, ma la loro tempestività regala al gruppo una speranza concreta di fuga.
Il team riesce a costruire un diffusore di feromoni, utilizzando campioni di ibridi, per attirare le creature lontano dall’aereo e consentire a Clementine e al bambino di essere evacuati. Il piano funziona e permette a Logan di fermare il lancio di missili contro le città attivando una contro-misura al quartier generale.
Nel momento più teso, Jackson affronta Abigail in piena “zona ibrida”. Qui si scopre che Sam è in realtà Connor, il figlio di Jackson, creduto morto da bambino. Abigail rivela che tutto l’inganno – la gravidanza di Clementine, il switch, le missioni – è stato orchestrato per mettere Jackson davanti alla sua paternità.
Dopo una colluttazione intensa, Jackson riesce a disarmare Abigail senza ucciderla, recupera Connor e si riunisce alla squadra, proprio mentre l’ora del giudizio si avvicina sul tempo rimasto.
Alla fine, il gruppo arriva sano e salvo presso il quartier generale dell’IADG: Clementine e il bambino vengono affidati alle cure mediche, Mitch e Jamie ricompongono la loro relazione, e Jackson tiene tra le braccia un figlio che non sapeva di avere. Mentre l’episodio volge al termine, il switch viene consegnato e la speranza resta viva, ma la minaccia globale degli ibridi è tutt’altro che scongiurata.

## Episodio 13 - La barriera
Nel finale di stagione, l'IADG scopre che 12 fari ibridi su 13 sono attivi e stanno attirando orde di ibridi verso una gigantesca barriera protettiva in Missouri. Mitch decide di deviare l’energia di tutti i fari verso quello di St. Louis, confidando che così guadagneranno il tempo necessario per disattivarlo, anche senza informare tutto il gruppo, causando forte tensione interna.
Jackson, dotato della capacità di controllare animali grazie alla sua risonanza cerebrale, riesce ad attraversare la barriera sonica che uccide chiunque si avvicini. Accompagnato da Tessa, raggiunge il faro e impianta un dispositivo costruito da Mitch, permettendogli di disattivarlo da remoto. Nel frattempo, Abe, Dariela e i soldati IADG difendono la centrale elettrica da un massiccio assalto di ibridi, comprando il tempo necessario.
Mentre l’orda si ritira, si scopre che gli ibridi possono ora riattivare animali comuni: un cane da unità K‑9 morto torna in vita come ibrido e uccide il suo padrone.
Nel frattempo, Logan sta evacuando Clementine e il bambino, ma vengono attaccati da ibridi volanti guidati da Abigail: Logan muore, la piccola viene rapita e Clementine viene stordita. Abigail chiama Jackson e propone uno scambio: la vita del bambino in cambio della distruzione della barriera.

Diviso, il team non trova alternative. Jackson, con dolore e determinazione, usa il telecomando del jet e lo schianta direttamente nella barriera, aprendo un varco per gli ibridi. L’episodio termina con tutti scioccati, consapevoli di aver salvato il mondo in quel momento, ma spalancando la porta a un’invasione ancora più grande.